# رفراف
رَفْرَاف مدينة ساحلية تونسية تقع في ولاية بنزرت ومعتمدية رأس الجبل، على بعد 60 كم شمال تونس العاصمة.
وتعد رفراف مع رأس الجبل والعالية وكلها ضمن ولاية (محافظة) بنزرت، من الأماكن التي احتضنت المهاجرين الأندلسيين من الموريسكيين الذين قدموا إلى تونس في عهد عثمان باي الذي منحهم الأراضي ولم يجبرهم على دفع الضرائب مدة ثلاثة سنوات. وقد وصل إلى تونس قرابة 80.000 مهاجر. ولا شك أن الجالية الأندلسية التي استقرت بتونس وبنزرت والوطن القبلي أثرت تأثيرا بليغا في المجتمع ولقد بقي هذا التأثير قائما إلى يومنا هذا في الفن المعماري والفلاحة والصناعة والعادات فضل عن بعض الأسماء التي تذكرنا عند سماع نطقها بأصلها الأندلسي.
وتقع رفراف فوق تلة ملتصقة بجبل «الناظور» ثم على الساحل البحري هناك قسم آخر من المدينة يمتد على طول الساحل جزء منه يسمى «ظهر عياد» والآخر يسمى «الحماري»  ، وتطل رفراف على خليج صغير تتوسطه جزيرة صغيرة تسمى قمنارية ([Pilau بيلو] بالفرنسية).